# 75–80 Main Street (Port Charlotte)
Unter der Adresse 75–80 Main Street ist eine Reihe von sechs Gebäuden in der schottischen Stadt Port Charlotte auf der Hebrideninsel Islay zu finden. Die Gebäude stehen auf der Westseite der Main Street im Stadtzentrum. 1971 wurden die Gebäude als Ensemble in die schottischen Denkmallisten in der Kategorie B aufgenommen. Vereinzelt werden zur Spezifizierung der Gebäude auch die Hausnamen verwendet. Die sind im Süden beginnend: Macdonald (Nr. 75), Carmichael (Nr. 76), Lochindaal Hotel (Nr. 77), Lochindaal Bar (Nr. 78), Miss Gillespie (Nr. 79) und Gillespie (Nr. 80).

## Beschreibung
Die sechs Gebäude wurden in geschlossener Bauweise entlang der Main Street erbaut und nehmen die gesamte Straßenseite zwischen School Street im Süden und Pier Road im Norden ein. Während vier der Gebäude als Wohnhäuser genutzt werden, sind in den beiden mittleren Gebäuden das Lochindaal Hotel mit seiner Bar untergebracht, das nach der Bucht Loch Indaal benannt ist, an der Port Charlotte gelegen ist. Die Gebäude stammen aus dem frühen 19. Jahrhundert. Die Gebäude Nr. 79 und 80 sind äußerlich nach identischen Plänen gebaut worden. In allen Fällen handelt es sich um zweistöckige Häuser, die mit schiefergedeckten Satteldächern abschließen. Die Eingangstüren befinden sich jeweils mittig und sind symmetrisch von fünf Sprossenfenstern umgeben. Eine Ausnahme bilden Haus Nr. 76, dass linkerhand der Tür zwei Fenster aufweist und Haus Nr. 75, das ebenfalls im Erdgeschoss drei Fenster sowie eine nicht mittig eingelassene Tür besitzt. Die Gebäude sind in traditioneller Bauweise auf Grundflächen von jeweils 10,5 × 8 m2 gebaut. Die Fassaden sind meist in der traditionellen Harling-Technik verputzt.